# Estadi Angelo Massimino
L'Estadi Angelo Massimino (o Stadio Angelo Massimino, anteriorment conegut com a Stadio Cibali) és un estadi multiusos de la ciutat de Catània, a Sicília (Itàlia). Actualment es fa servir per acollir els partits de futbol del Calcio Catania, el club de futbol de la ciutat. L'estadi fou construït el 1937 i té una capacitat per a 23.420 espectadors. El 2002 fou rebatejat amb el nom d'Angelo Massimino en honor de l'antic president del club.
El Calcio Catania va ser sancionat amb la prohibició de jugar qualsevol partit de la Sèrie A a l'interior de l'estadi des del 14 de febrer de 2007. Això es va deure a l'episodi de violència que es va produir el 2 de febrer de 2007 als voltants de l'estadi en l'enfrontament contra el Unione Sportiva Città di Palermo que va causar la mort d'un oficial de policia. La prohibició va ser vigent fins al 30 de juny de 2007.